# 70-й армейский корпус (вермахт)
70-й армейский корпус (нем. LXX. Armeekorps), сформирован 25 января 1943 года.

## Боевой путь
В 1943—1945 годах — дислоцировался в Норвегии (в районе Осло).

## Состав корпуса
В феврале 1943:
- 214-я пехотная дивизия
- 269-я пехотная дивизия
- 280-я пехотная дивизия
- 710-я пехотная дивизия

В январе 1944:
- 269-я пехотная дивизия
- 274-я пехотная дивизия
- 280-я пехотная дивизия
- 710-я пехотная дивизия

В апреле 1945:
- 274-я пехотная дивизия
- 280-я пехотная дивизия

## Командующие корпусом
- С 25 января 1943 — генерал горных войск Валентин Фойерштайн
- С 22 июня 1943 — генерал артиллерии Герман Титтель